# (850) Altona
(850) Altona es un asteroide perteneciente al cinturón de asteroides descubierto el 27 de marzo de 1916 por Serguéi Ivánovich Beliavski desde el observatorio de Simeiz en Crimea.
Su nombre recuerda a la antigua ciudad de Altona, un distrito de Hamburgo desde 1938, donde nació Wilhelm Struve, astrónomo alemán del siglo XIX.